# Marcilly-en-Gault

Marcilly-en-Gault este o comună în departamentul Loir-et-Cher, Franța. În 1 ianuarie 2022 avea o populație de 742 de locuitori.